# Rugby Africa Cup 2019-20
La Rugby Africa Cup del 2019-20 fue la 19° edición del principal torneo de rugby de África.
Fue el reemplazo de la Gold Cup, suspendida en 2019 debido a razones financieras, aun así las selecciones africanas disputaron en 2019 la Victoria Cup y la West Africa Series.
En junio de 2020, la competencia fue cancelada debido a la Pandemia de COVID-19.

## Resultados

### Playoff Clasificatorio
| 23 de noviembre de 2019 | Costa de Marfil | 60 - 3 | Ruanda |  |  |

| 23 de noviembre de 2019 | Ghana | 36 - 25 | Botsuana |  |  |

| 30 de noviembre de 2019 | Senegal | 63 - 0 | Mauricio |  |  |

| 1 de diciembre de 2019 | Madagascar | 63 - 3 | Nigeria |  |  |

### Grupo A
| Pos. | Equipo     | Encuentros | Encuentros | Encuentros | Encuentros | Tantos  | Tantos    | Tantos     | Puntos Bonus | Puntos Totales |
| Pos. | Equipo     | jugados    | ganados    | empatados  | perdidos   | a favor | en contra | diferencia | Puntos Bonus | Puntos Totales |
| ---- | ---------- | ---------- | ---------- | ---------- | ---------- | ------- | --------- | ---------- | ------------ | -------------- |
| 1    | Namibia    |            |            |            |            |         |           |            |              |                |
| 2    | Zambia     |            |            |            |            |         |           |            |              |                |
| 3    | Madagascar |            |            |            |            |         |           |            |              |                |

|  | Clasificado a la Semifinal |

### Grupo B
| Pos. | Equipo          | Encuentros | Encuentros | Encuentros | Encuentros | Tantos  | Tantos    | Tantos     | Puntos Bonus | Puntos Totales |
| Pos. | Equipo          | jugados    | ganados    | empatados  | perdidos   | a favor | en contra | diferencia | Puntos Bonus | Puntos Totales |
| ---- | --------------- | ---------- | ---------- | ---------- | ---------- | ------- | --------- | ---------- | ------------ | -------------- |
| 1    | Kenia           |            |            |            |            |         |           |            |              |                |
| 2    | Marruecos       |            |            |            |            |         |           |            |              |                |
| 3    | Costa de Marfil |            |            |            |            |         |           |            |              |                |

|  | Clasificado a la Semifinal |

### Grupo C
| Pos. | Equipo  | Encuentros | Encuentros | Encuentros | Encuentros | Tantos  | Tantos    | Tantos     | Puntos Bonus | Puntos Totales |
| Pos. | Equipo  | jugados    | ganados    | empatados  | perdidos   | a favor | en contra | diferencia | Puntos Bonus | Puntos Totales |
| ---- | ------- | ---------- | ---------- | ---------- | ---------- | ------- | --------- | ---------- | ------------ | -------------- |
| 1    | Uganda  |            |            |            |            |         |           |            |              |                |
| 2    | Argelia |            |            |            |            |         |           |            |              |                |
| 3    | Senegal |            |            |            |            |         |           |            |              |                |

|  | Clasificado a la Semifinal |

### Grupo D
| Pos. | Equipo   | Encuentros | Encuentros | Encuentros | Encuentros | Tantos  | Tantos    | Tantos     | Puntos Bonus | Puntos Totales |
| Pos. | Equipo   | jugados    | ganados    | empatados  | perdidos   | a favor | en contra | diferencia | Puntos Bonus | Puntos Totales |
| ---- | -------- | ---------- | ---------- | ---------- | ---------- | ------- | --------- | ---------- | ------------ | -------------- |
| 1    | Túnez    |            |            |            |            |         |           |            |              |                |
| 2    | Zimbabue |            |            |            |            |         |           |            |              |                |
| 3    | Ghana    |            |            |            |            |         |           |            |              |                |

|  | Clasificado a la Semifinal |